# Ordem da Jamaica
Ordem da Jamaica é a quinta das seis ordens no sistema honorífico da Jamaica, criada em 1969, e considerada equivalente ao grau de Cavalheiro no sistema honorífico britânico.
A comenda é feita de ouro maciço e consiste de um crachá de esmalte branco, cujas extremidades representam os frutos e as folhas da fruta akee, suspensa por uma cinta de seda verde escura. O centro mostra o brasão das Armas da Jamaica em heráldico contra um fundo dourado e é cercado pelo lema da Ordem em letras douradas sobre esmalte verde.
A Ordem pode ser conferida a qualquer cidadão jamaicano de grande distinção. A filiação honorária na Ordem pode ser conferida a qualquer outro cidadão estrangeiro. Os membros e membros honorários têm direito a:
- usar a insígnia da Ordem como decoração.
- ser citado como "O(A) Honorável" antes de seu nome
- usar as inciais OJ (Membros) e "OJ (Hon.) (Membros honorários) após seu nome.

O motto da Ordem é:"Para uma aliança do povo".